# Iglesia católica en Francia

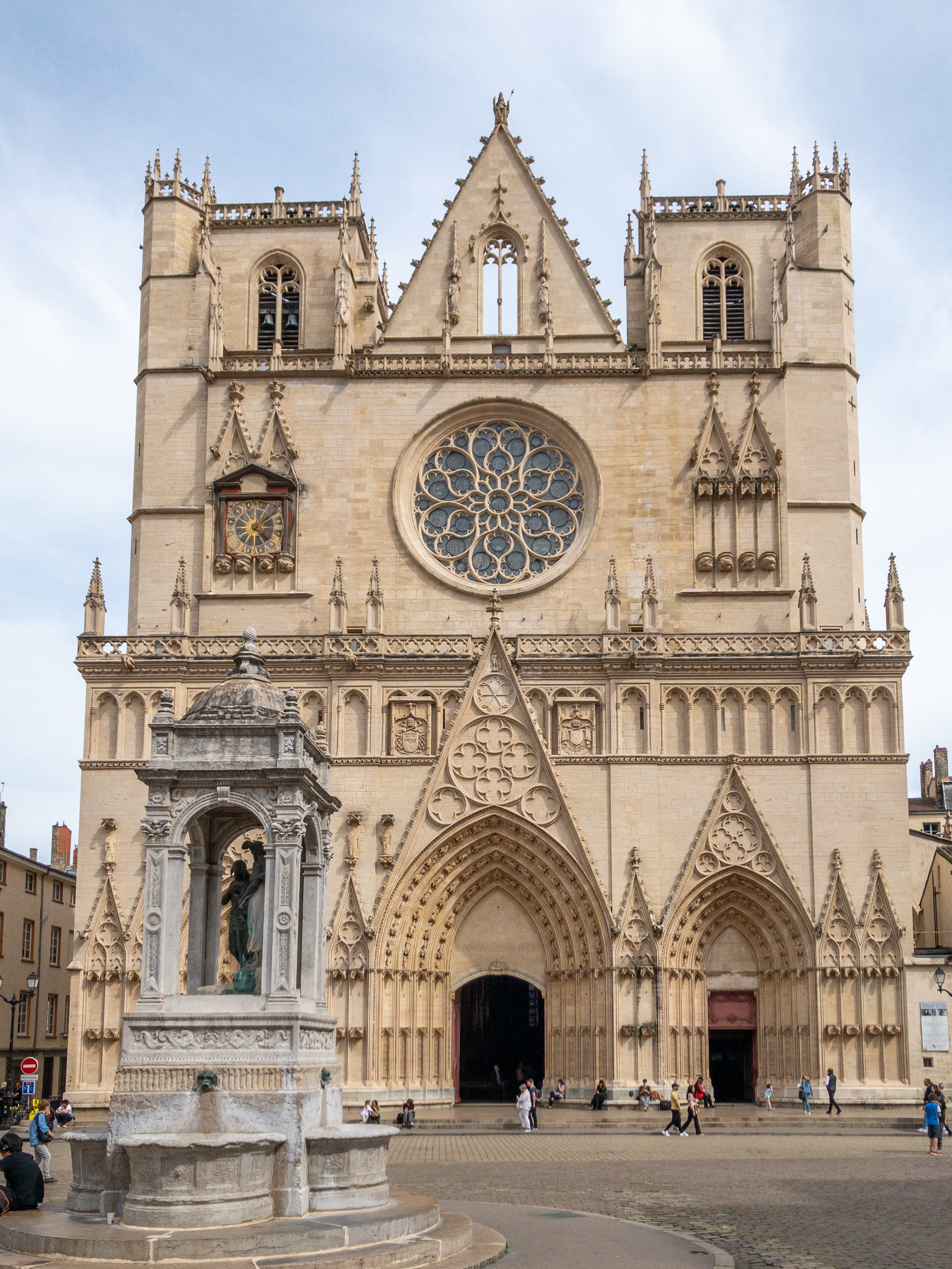
Catedral de Lyon, sede del Primado de las Galias.

La Iglesia católica está presente en Francia, donde el 52 % de la población es católica. Existen 99 circunscripciones eclesiásticas, 16.553 parroquias y 674 centros pastorales de otro tipo. A 2021 había 186 obispos, 21.074 sacerdotes, 42.425 religiosos, 1577 miembros laicos de institutos seculares y 62.831 catequistas. Los seminaristas menores son 134 y los mayores 1299.
El actual primado de Francia, cardenal André Armand Vingt-Trois, fue nombrado por el papa san Juan Pablo II el 11 de febrero de 2005 como arzobispo metropolitano de París e ipso iure primado de Francia; y el actual primado de la Gallia, cardenal Philippe Christian Ignace Marie Barbarin, fue nombrado por el papa san Juan Pablo II el 16 de julio de 2002 como arzobispo metropolitano de Lyon e ipso iure primado de la Gallia. La sede titular del primado de Francia es la Catedral y Basílica Menor de Nuestra Señora de París, y la sede titular del Primado de la Gallia es la Catedral de san Juan Bautista.
El actual nuncio apostólico de Francia, monseñor Luigi Ventura, Arzobispo Titular de Equilio, fue nombrado por el papa Benedicto XVI el 22 de septiembre de 2009, residiendo en París. En Francia también residen el actual observador permanente de la Santa Sede para la UNESCO, presbítero Lorenzo Frana, nombrado por el papa san Juan Pablo II el 11 de mayo de 2002, y el actual observador permanente de la Santa Sede para el Consejo de Europa, presbítero Paolo Rudeli, nombrado por el papa Francisco el 20 de septiembre de 2014.
El actual presidente de la conferencia de obispos de Francia, monseñor Georges Paul Pontier, Arzobispo de Marsella, fue elegido por la asamblea de obispos franceses el 1.º de julio de 2013, siendo elegido en la misma fecha el actual secretario general de la conferencia de obispos de Francia, presbítero Olivier Ribadeau Dumas.
Francia ha sido visitada en 27 ocasiones por los papas.
Los santos patronos de Francia son: Nuestra Señora de Asunción, Santa Juana de Arco, San Dionisio, San Martín de Tours y Santa Teresa de Lisieux.
Francia es también la sede de uno de los más importantes lugares de peregrinación católico, el Santuario de Nuestra Señora de Lourdes.

## Subdivisiones
La Iglesia Católica en Francia se divide en 99 jurisdicciones eclesiásticas divididas en 15 provincias eclesiásticas, encabezadas cada una por un arzobispo metropolitano que tiene una autoridad limitada sobre sus sufragáneos; además, el arzobispo metropolitano de París es primado de Francia como el arzobispo metropolitano de Lyon es primado de la Gallia, que son títulos totalmente honoríficos. En total hay 15 arquidiócesis metropolitanas, 9 arquidiócesis, 72 diócesis, una prelatura territorial, un ordinariato militar y un ordinariato.

mapa de las divisiones eclesiásticas de Francia desde 2002

Hay 95 jurisdicciones eclesiásticas de rito latino, y 4 jurisdicciones eclesiásticas de ritos orientales de las cuales: Hay una perteneciente a la Iglesia Católica Armenia, una de la Iglesia Católica Maronita, una de la Iglesia Greco-Católica Ucraniana y un ordinariato para los católicos de rito oriental residentes en Francia.
Actualmente hay nueve cardenales de las cuales cinco están en condiciones de votar en un eventual cónclave, mientras que cuatro ya no votarían por límite de edad.

## Santuarios Nacionales
La Iglesia Católica en Francia cuenta con tres santuarios nacionales, de las cuales son objeto de peregrinación en Francia y en el mundo, que son los siguientes:
| Santuario Nacional                                                                | Jurisdicción                 |
| --------------------------------------------------------------------------------- | ---------------------------- |
| Santuario Nacional María Auxiliadora                                              | Diócesis de Niza             |
| Santuario Nacional y Catedral de Nuestra Señora de Reims                          | Arquidiócesis de Reims       |
| Santuario Nacional y Basílica Menor de Nuestra Señora de la Inmaculada Concepción | Diócesis de Tarbes y Lourdes |

## Historia de la iglesia en Francia y estatus político
Antes de la Revolución francesa, el catolicismo suponía en Francia la religión del Estado desde la conversión de Clodoveo I, que concedió a Francia el título de hija primogénita de la Iglesia. Durante algún tiempo, en el siglo XIV, Francia fue también sede apostólica en la ciudad de Aviñón. El rey Luis XVII de Francia era también conocido como Rey cristianísimo. La iglesia de Francia tuvo sin embargo una marcada autonomía respecto a Roma, conocida como galicanismo.
Con la revolución se sancionó el principio de libertad de conciencia, a lo que siguió sin embargo un periodo de persecución de la Iglesia. En 1801 Napoleón estipuló un Concordato con la Iglesia, con el que el estado dotaba económicamente a la religión católica, a la que se atribuyó el estatus de religión de la mayoría de los franceses, así como al judaísmo, al luteranismo y al calvinismo. Durante la Tercera República el descontento de algunos sectores políticos por el creciente influjo de la Iglesia en la educación y en la vida pública, llevó a una serie de reformas tendentes a reducir esa influencia, entre las protestas de grupos ultramontanos. Hoy en día, la doctrina que prevalece es la de la laicidad del estado, es decir la neutralidad y la separación de la religión con respecto a la esfera pública.

### Abusos sexuales a menores
Un informe elaborado por la Comisión Independiente sobre Abuso Sexual en la Iglesia (CIASE)  reveló en 2021 que, entre 1950 y 2020, unos 216 000 menores fueron víctimas de abuso sexual por parte de miembros del clero católico del país; la cifra sube a 330 000 menores cuando se incluye como abusadores a personas laicas que tenían otros vínculos con la Iglesia, como escuelas católicas y programas para jóvenes. También se estima que entre 2900 y 3200 clérigos pederastas han trabajado en el seno de la Iglesia católica francesa desde la década de 1950.
El CIASE advirtió de que el problema era sistémico y la violencia sexual no se limitó a «unas pocas ovejas negras que se desviaron del rebaño». Jean Marc Sauvé, presidente de la Comisión, afirmó: «Cuando se le informó de los abusos, [la Iglesia] no tomó las medidas estrictas necesarias para proteger a los niños de los depredadores».